# Wayne Messam
Wayne Martin Messam (South Bay, 7 de juny 1974) és un jugador de futbol americà retirat, home de negocis i batlle de Miramar (Florida) des del 2015. Fou elegit regidor del Partit Demòcrata a l'ajuntament de Miramar el 2011. Messam fundà i és propietari d'una empresa de construcció que ha rebut reconeixement nacional pel seu compromís amb el medi ambient.
Messam llançà la seva campanya per a la nominació demòcrata a les eleccions presidencials de 2020 el 28 de març 2019. Messam fou considerat un tir llarg i no aconseguí més de 1% en cap enquesta nacional. La seva campanya es va trobar amb diversos problemes financers: A l'abril 2019, se la va acusar de no pagar el seu personal, i el tercer quart s'informà que la campanya recaptà un total de $5. Messam atribui aquesta xifra a un «error informàtic».
El 19 de novembre de 2019, Messam suspengué la seva campanya presidencial, citant la escassa cobertura mediàtica rebuda i la manca d'accés a fons. S'ha compromès a continuar actuant com a alcalde de Miramar.